# Língua suruí-aiqueuara
Aiqueuara é uma língua autóctone brasileira. Pertence ao tronco tupi, da família linguística tupi-guarani. É falada pela etnia homônima, um povo de mais ou menos trezentos e trinta indivíduos que habita a Terra Indígena Sororó, no sudoeste do Pará. Seus falantes referem-se a esta como se'eng eté ("fala verdadeira").